# Svart jord
Svart jord kallas de spår som långvarig bebyggelse lämnar i marken. Inom arkeologin är områden med svart jord en god fingervisning om under hur lång tid ett område varit tätbebyggt. Materialet innehåller stor mängd organiskt material, bland annat kol, vilket ger den karakteristiska mörka färgen, och många arkeologiska fynd. 
I England, särskilt London, förekommer svart jord vid romarrikets bebyggelse.

## Sverige
I Uppåkra, Skåne, indikerar svart jord på omkring 40 hektar och en rad järnåldersfynd stadsliknande bebyggelse fram till strax före år 1000, då staden förmodas ha flyttats till dagens Lund.

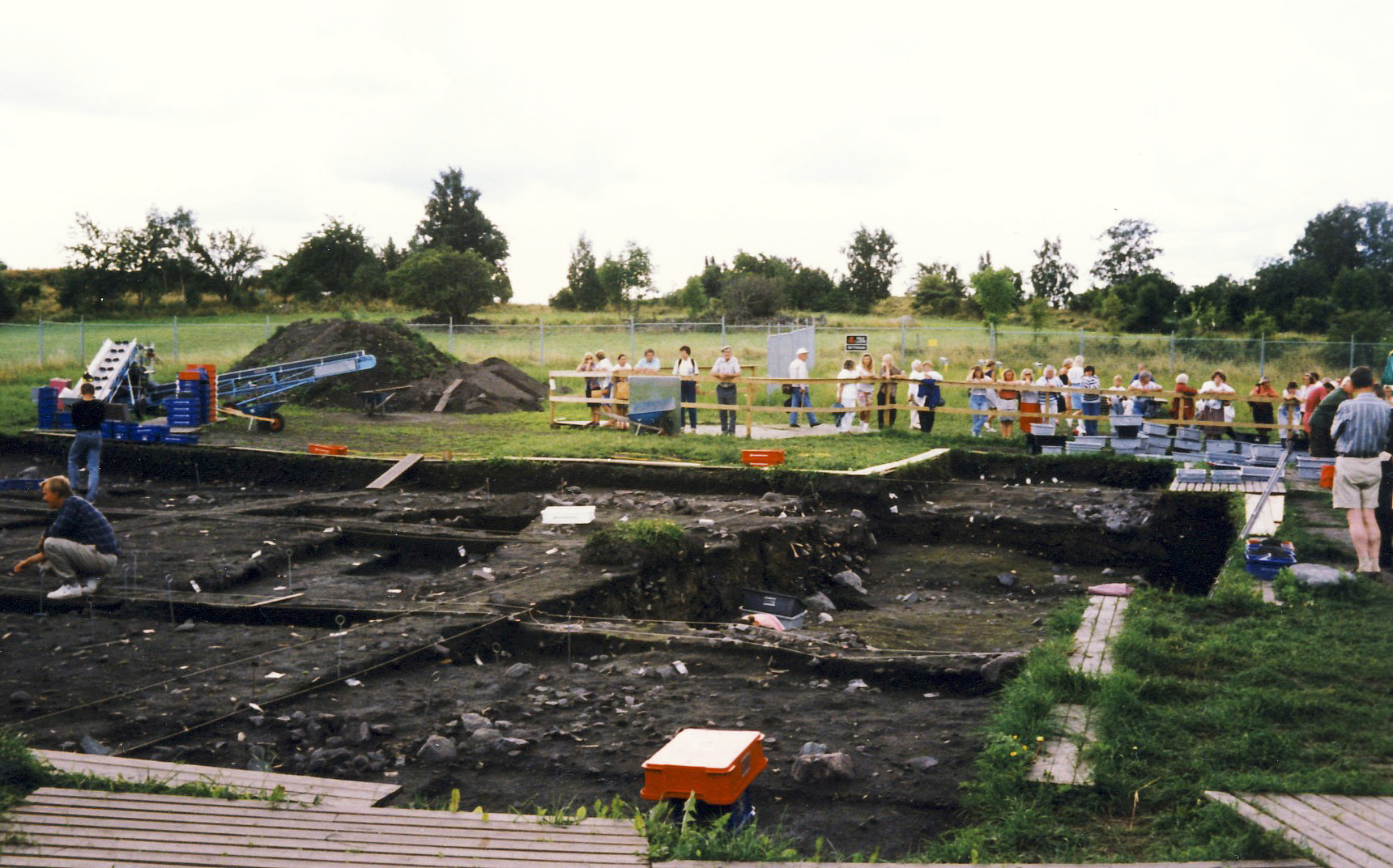
Utgrävningar i Svarta jorden på Björkö sommaren 1991.

Svarta jorden på Björkö i Mälaren är ett cirka sju hektar stort område av svart jord som under cirka 250 år från 750 till 1000 e.Kr var platsen för en stadsliknande bebyggelse, och som idag ses som den mest sannolika platsen för "Ansgarii Birka". Utgrävningar har företagits i Svarta jorden åtminstone sedan 1600-talet, men det var främst under 1870 och 80-talen som dessa fick en mer vetenskaplig prägel. De senaste utgrävningarna som omfattade cirka 350 m² utfördes mellan 1990 och 1995. Svarta jorden är registrerad som fast fornlämning - RAÄ 119 i Adelsö socken.
Svarta jorden i Köpingsvik på Öland uppskattas till 1000 gånger 300 till 500 meter, och dateras till stenålder, bronsålder samt vikingatid till tidig medeltid.